# Granite Falls, Minnesota
Granite Falls är en stad i Chippewa County, Renville County, och Yellow Medicine County, i delstaten Minnesota. En av de främsta sevärdheterna i Granite Falls är Andrew Volsteads hus. Enligt 2020 års folkräkning hade orten 2 737 invånare. Granite Falls är administrativ huvudort i Yellow Medicine County.